# TA11
| N5 · Z1 | ms | s |

| N5 · Z1 | ms | s |

TA11 (Tomb of Amarna 11) è la sigla che identifica una delle Tombe dei nobili ubicate nell'area dell'antica Akhetaton, oggi nota come Amarna, capitale voluta e costruita dal faraone Amenhotep IV/Akhenaton della XVIII dinastia. La città venne abbandonata circa 30 anni dopo la sua fondazione; le tombe vennero abbandonate e in parte riutilizzate in epoca moderna come romitaggi di monaci copti. L'abbandono millenario e i danni causati dalla presenza umana hanno spesso reso irriconoscibili le strutture originarie e danneggiato pesantemente, quando non reso illeggibili, scene pittoriche e rilievi parietali.

## Titolare
TA11 era la tomba di:
| Titolare | Titolo | Necropoli | Dinastia/Periodo | Note             |
| -------- | --- | --------- | ---------------- | ---------------- |
| Ramose   | Scriba reale; Amministratore di Nebmaatra (Amenhotep III); Scriba delle reclute; Generale del Signore delle Due Terre | Amarna    | XVIII dinastia   | area meridionale |

## Biografia
Nessuna notizia biografica è ricavabile dalla tomba amarniana, se non il nome della moglie; il titolare, tuttavia, potrebbe essere identificabile nell'omonimo visir, titolare della tomba TT55 nell'area della Necropoli tebana. Tale identificazione, tuttavia, appare improbabile sia per i differenti titoli, sia per il nome della moglie esistente a Tebe, Meryptah, differente da quello riportato per la moglie (?) nella tomba amarniana, Nebetjunet.

## La tomba
La tomba non è ultimata ed è costituita da un corridoio perpendicolare all'ingresso che incontra una sala trasversale a costituire planimetricamente una croce latina. I lavori di allargamento simmetrico della sala trasversale vennero verosimilmente interrotti a causa di un'ampia crepa nella roccia del lato est ove si trova, tuttavia, un pozzo (non scavato) che potrebbe dare accesso a un appartamento sotterraneo. Nell'anticamera della sala trasversale (numero 1 in planimetria) il re Akhenaton, la regina Nefertiti e la principessa Meritaton in adorazione dell'Aton; sulla parete opposta (2) il defunto e testi (incompleti) di preghiere. Nella parete di fondo della sala trasversale si apre una nicchia contenente due statue (3) del defunto e della moglie Nebetjunet.

### Annotazioni
1. ↑  La numerazione dei locali e delle pareti segue quella di Porter e Moss 1968, p. 220.
2. ↑  Il termine viene impropriamente utilizzato, nell'Antico Egitto, per indicare il funzionario più alto in grado della corte, alle dirette dipendenze del re.

### Fonti
1. ↑  Porter e Moss 1968,  parte IV, p. 224.
2. 1 2  Porter e Moss 1968, Parte IV, p. 224.
3. ↑  Reeves 2001, p. 136.
4. ↑  Davies 1903, Parte IV, p. 21.
5. ↑  Porter e Moss 1968, Vol. IV, pp. 224.
6. ↑  Davies 1903, Parte IV, pp. 21-22, Tav. XXXIV.